# ノットナウケイト
ノットナウケイト(Notnowcato, 2002年3月25日 - 2019年)は、イギリスで生産・調教されたサラブレッドの競走馬・種牡馬である。

## 出自
ノットナウケイトはイギリスのベッドフォードシャー州レイトンバザードの近郊にロスチャイルド家が保有するサウスコートスタッドにおいて生産され、ニューマーケットに厩舎を構えるマイケル・スタウトの管理馬となった。
父のインチナーはハンガーフォードステークスの勝ち馬で、バイアリーターク系の代表的な種牡馬であった。クイーンエリザベス2世ステークスを勝ったサモナー、ディアヌ賞を勝ったラティス、短距離で活躍したケープオブグッドホープを含む500頭以上の勝ち馬を出し、2003年に死亡した。母のランブリングローズはリステッド競走のガルトレスステークスを勝った馬で、ノットナウケイトが初仔であった。

## 競走成績

### 2～3歳(2004～2005年)
ノットナウケイトは2004年に2歳でデビューし、ワーウィック競馬場とソールズベリー競馬場で1戦ずつしていずれも入着した。 翌年は6戦し、ニューマーケット競馬場のハンデキャップ競走を2勝した。この年の公式レーティングは101ポンドにすぎなかったが、秋に入って急成長を見せ、翌年に期待をもたせた。

### 4歳(2006年)
4歳に入っても成長を続け、この年の初戦であるアールオブセフトンステークスを勝利した。翌月のサンダウン競馬場のブリガディアジェラードステークスにおいてはチェスターヴァーズを勝ったハッタンやプリンセスオブウェールズステークスを勝ったバンダリといったグループ競走勝ち馬を破って勝利した。ロイヤルアスコット開催のプリンスオブウェールズステークスでは、勝ったウィジャボード、エレクトロキューショニスト、マンデュロ、デビッドジュニアに続いて、ウィジャボードの2馬身差5着となった。続くエクリプスステークスではデビッドジュニアの2着となり、レース中に進路を失って5着に敗れたウィジャボードに先着した。 
インターナショナルステークスではライアン・ムーアが初めて騎乗し、残り2ハロン地点で先頭に立つと2着マラーヘルに短頭差をつけ勝利しGI初勝利を挙げた。
リフレッシュのための休養を経てチャンピオンステークスに出走したが、プライドの8着最下位に敗れ、この年はその後レースに出走しなかった。この年のワールド・サラブレッド・レースホース・ランキングでは121ポンドで20位となった。

### 5歳(2007年)
5歳初戦のゴードンリチャーズステークスではブリーダーズカップ・ターフの勝ち馬レッドロックスの4着となった。アイルランドに移動して出走したカラ競馬場のタタソールズゴールドカップでは、ジョニー・ムルタがレース後にムチの使用回数超過で戒告されるほど激しい騎乗を見せ、2着ディラントーマスにアタマ差、3着ユームザインに4馬身差をつけて勝利した。
ロイヤルアスコット開催のプリンスオブウェールズステークスは6頭立ての少頭数ながら強力なメンバーが揃った。この年のワールド・サラブレッド・レースホース・ランキングで1位を獲得することになるマンデュロが勝ち、ノットナウケイトは同馬とディラントーマスに次ぐ3着、レッドロックスが4着、前年のダービーステークスを勝ったサーパーシーが最下位だった。 
エクリプスステークスは、この年のダービーステークス優勝馬であるオーソライズドと、 2006年のワールド・サラブレッド・レースホース・ランキングにおいて欧州調教馬の最上位に入ったエイダン・オブライエン厩舎の4歳馬であるジョージワシントンの対決と見られていた。再コンビとなったライアン・ムーアは、芝のコースのペースが不揃いであることに気づき、これを利用することにした。ムーアはノットナウケイトが直線に入ると大きく左に馬を動かし、他の7頭から完全に離れた観客席側に進路を取らせた。オーソライズドとジョージワシントンが叩き合っている間に、ノットナウケイトは外ラチ沿いを伸びて1馬身半差で両馬を差し切った。 ムーアはノットナウケイトを「非常に優秀で、素晴らしい精神力を持っている」と言い、「ノットナウケイトは自身が10ハロン路線ではイギリス最強であると証明した」とした。他方、インディペンデント紙のクリス・マクグラスがオーソライズドを「乱雑なレースによって盗み取られた」「戦術の犠牲者」であると主張したように、ノットナウケイトの勝利を否定的に見る向きもあった。
続けて連覇がかかるインターナショナルステークスに出走し、オーソライズドとディラントーマスに次ぐ3着となった。チャンピオンステークスではフランス調教馬のリテラトから離れた6着に敗れ、2年連続で同競走がその年の最悪の着順となった。
ブリーダーズカップ・クラシック挑戦も囁かれていたが実現せず、チャンピオンステークスを最後に種牡馬入りした。
この年のワールド・サラブレッド・レースホース・ランキングでは129ポンドを得たオーソライズドとディラントーマスの両方に先着した経験があるにもかかわらず、123ポンドで13位となった。タイムフォーム社のレーティングでは128ポンドを得た。

## 種牡馬成績
ニューマーケットのスタンリーハウススタッドで種牡馬入りし、最初の種付け料は8000ポンドに設定された。初年度産駒は2011年にデビューした。 2013年、アイルランド・キルケニーのノックハウススタッドに購入された。
産駒の中で成功したのは、2017～18年にニューマーケットハンデキャップとブラックキャビアライトニングのGI2競走を連覇したレッドカークウォリアー、GII競走3勝を含むグループ競走7勝のカスタムカット、障害GIのロイヤルボンドノービスハードルとフューチャーチャンピオンズノービスハードルを勝利したロングドッグであった。 
2019年の繁殖シーズン後半、種付け中の心臓発作により死亡した。

## 血統
| ノットナウケイトの血統              | ノットナウケイトの血統                     | ノットナウケイトの血統            | （血統表の出典）                  | （血統表の出典） |
| 父系                                | クラリオン系                               | クラリオン系                      | クラリオン系                      | [ § 2 ]          |
| 父 Inchinor イギリス 栗毛 1990      | 父の父Ahonoora イギリス 栗毛 1975          | Lorenzaccio                       | Klairon                           | Klairon          |
| 父 Inchinor イギリス 栗毛 1990      | 父の父Ahonoora イギリス 栗毛 1975          | Lorenzaccio                       | Phoenissa                         |                  |
| 父 Inchinor イギリス 栗毛 1990      | 父の父Ahonoora イギリス 栗毛 1975          | Heren Nichols                     | Martial                           | Martial          |
| 父 Inchinor イギリス 栗毛 1990      | 父の父Ahonoora イギリス 栗毛 1975          | Heren Nichols                     | Quaker Girl                       |                  |
| 父 Inchinor イギリス 栗毛 1990      | 父の母Inchmurrin アイルランド 鹿毛 1985    | Lomond                            | Northern Dancer                   | Northern Dancer  |
| 父 Inchinor イギリス 栗毛 1990      | 父の母Inchmurrin アイルランド 鹿毛 1985    | Lomond                            | My Charmer                        |                  |
| 父 Inchinor イギリス 栗毛 1990      | 父の母Inchmurrin アイルランド 鹿毛 1985    | On Show                           | Welsh Pageant                     | Welsh Pageant    |
| 父 Inchinor イギリス 栗毛 1990      | 父の母Inchmurrin アイルランド 鹿毛 1985    | On Show                           | African Dancer                    |                  |
| 母 Rambling Rose イギリス 栗毛 1995 | 母の父Cadeaux Genereux イギリス 栗毛 1985  | Young Generation                  | Balidar                           | Balidar          |
| 母 Rambling Rose イギリス 栗毛 1995 | 母の父Cadeaux Genereux イギリス 栗毛 1985  | Young Generation                  | Brig O'Doon                       |                  |
| 母 Rambling Rose イギリス 栗毛 1995 | 母の父Cadeaux Genereux イギリス 栗毛 1985  | Smarten Up                        | Sharpen Up                        | Sharpen Up       |
| 母 Rambling Rose イギリス 栗毛 1995 | 母の父Cadeaux Genereux イギリス 栗毛 1985  | Smarten Up                        | L'Anguissola                      |                  |
| 母 Rambling Rose イギリス 栗毛 1995 | 母の母Blush Rambler アイルランド 栗毛 1988 | Blushing Groom                    | Red God                           | Red God          |
| 母 Rambling Rose イギリス 栗毛 1995 | 母の母Blush Rambler アイルランド 栗毛 1988 | Blushing Groom                    | Runaway Bride                     |                  |
| 母 Rambling Rose イギリス 栗毛 1995 | 母の母Blush Rambler アイルランド 栗毛 1988 | Nikitina                          | Nijinsky                          | Nijinsky         |
| 母 Rambling Rose イギリス 栗毛 1995 | 母の母Blush Rambler アイルランド 栗毛 1988 | Nikitina                          | Vela                              |                  |
| 母系(F-No.)                         | (FN:2-u)                                   | (FN:2-u)                          | (FN:2-u)                          | [ § 3 ]          |
| 5代内の近親交配                     | Northern Dancer 4×5, Nijinsky 5×4          | Northern Dancer 4×5, Nijinsky 5×4 | Northern Dancer 4×5, Nijinsky 5×4 | [ § 4 ]          |
| 出典                                | 1. 2. 3. 4.                                | 1. 2. 3. 4.                       | 1. 2. 3. 4.                       | 1. 2. 3. 4.      |